# 7468 Anfimov
7468 Anfimov (1990 UP11) là một tiểu hành tinh vành đai chính được phát hiện ngày 17 tháng 10 năm 1990 bởi L. I. Chernykh ở Đài vật lý thiên văn Crimean.